# Neilson Powless
Neilson Powless, né le 3 septembre 1996 à Roseville en Californie, est un coureur cycliste américain, membre de l'équipe EF Education-EasyPost. Il a notamment remporté la Classique de Saint-Sébastien en 2021.

## Biographie

### Début de carrière
Neilson Powless naît le 3 septembre 1996. Ses deux parents sont des triathlètes professionnels. Sa mère Jeanette Allred-Powless a représenté Guam lors du marathon des Jeux olympiques de 1992. Sa sœur Shayna est également cycliste.
Il pratique le triathlon durant son enfance. Il remporte le championnat national Xterra Triathlon en 2011 et 2012, et le championnat du monde l'année suivante. Il se tourne ensuite vers le VTT. Aux championnats du monde de VTT de 2014, il est quatrième du relais avec l'équipe américaine, et huitième du cross-country juniors. À 17 ans, il commence à obtenir des résultats lors de courses sur route. Il est sélectionné en équipe nationale junior en 2014 et dispute notamment le Paris-Roubaix juniors. En 2015, il est membre de l'équipe Hagens Berman U23, au sein de laquelle il a essentiellement un rôle d'équipier, de même qu'en équipe nationale.
Au moment d'aborder sa dernière année en catégorie junior, il décide de se consacrer au cyclisme sur route et rejoint pour 2016 l'équipe Axeon-Hagens Berman, dirigée par Axel Merckx. En avril, il se classe troisième de la San Dimas Stage Race, remporte l'étape contre-la-montre de la Redlands Bicycle Classic, le classement général et le classement par points de la Joe Martin Stage Race, devenant le plus jeune lauréat de cette course. Il prend alors la tête de l'USA Cycling Pro Road Tour. Le mois suivant, il est douzième du Tour of the Gila, en ayant pris la troisième place de l'étape contre-la-montre. Il dispute ensuite le Tour de Californie. Cinquième du classement général, il en est meilleur jeune. En août, il est sélectionné pour participer au Tour de l'Avenir, où il termine deuxième du contre-la-montre, derrière son compatriote Adrien Costa, et remporte la dernière étape en grimpeur.
L'année suivante, en avril 2017, il remporte une étape du Triptyque des Monts et Châteaux, ainsi que le GP Palio del Recioto. En juin, il remporte la première étape du Giro Ciclistico d'Italia, où il porte le maillot rose pendant deux jours et se classe finalement sixième du général. Dans la foulée, il est champion des États-Unis sur route espoirs (moins de 23 ans). Au mois d'août, il termine quatrième et meilleur jeune du Tour de l'Utah. Alors qu'il figure dans les favoris pour le championnat du monde du contre-la-montre espoirs, il termine seulement neuvième en raison d'une chute.

### 2018-2019: début en World Tour chez Lotto-Jumbo
En 2018, alors qu'il devait rejoindre l'équipe américaine Cannondale-Drapac de Jonathan Vaughters, celle-ci n'est pas sûr de continuer. Il s'engage alors auprès d'une UCI WorldTeam, avec l'équipe néerlandaise Lotto NL-Jumbo. En mars, il obtient son premier résultat notable en se classant neuvième de la Semaine internationale Coppi et Bartali. Deux mois plus tard, il est quinzième du Tour de Californie. Lors du Tour de l'Utah, il occupe longtemps la deuxième place du général, après avoir pris la deuxième place de la deuxième étape derrière son coéquipier Sepp Kuss. Néanmoins lors de la cinquième étape, il perd près de 4 minutes et termine finalement 13e du général remporté par Kuss. En septembre, il se classe septième du Tour de Grande-Bretagne et 25e des mondiaux espoirs.
Lors de la saison 2019, il se montre performant dès sa première course en prenant la septième place du Tour de l'Algarve. Il enchaine ensuite avec le Tour du Pays basque, le Tour de Romandie, le Tour de Californie et le Critérium du Dauphiné, mais sans obtenir de résultats notables. En juin, il est deuxième du championnat des États-Unis du contre-la-montre (à 20 secondes de Ian Garrison) et troisième de la course en ligne. Lors du Tour de Pologne, il est deuxième de la dernière étape, remportée en solitaire par Matej Mohorič. Fin août, il participe au Tour d'Espagne, son premier grand tour qu'il termine 31e.

### Depuis 2020: chez EF

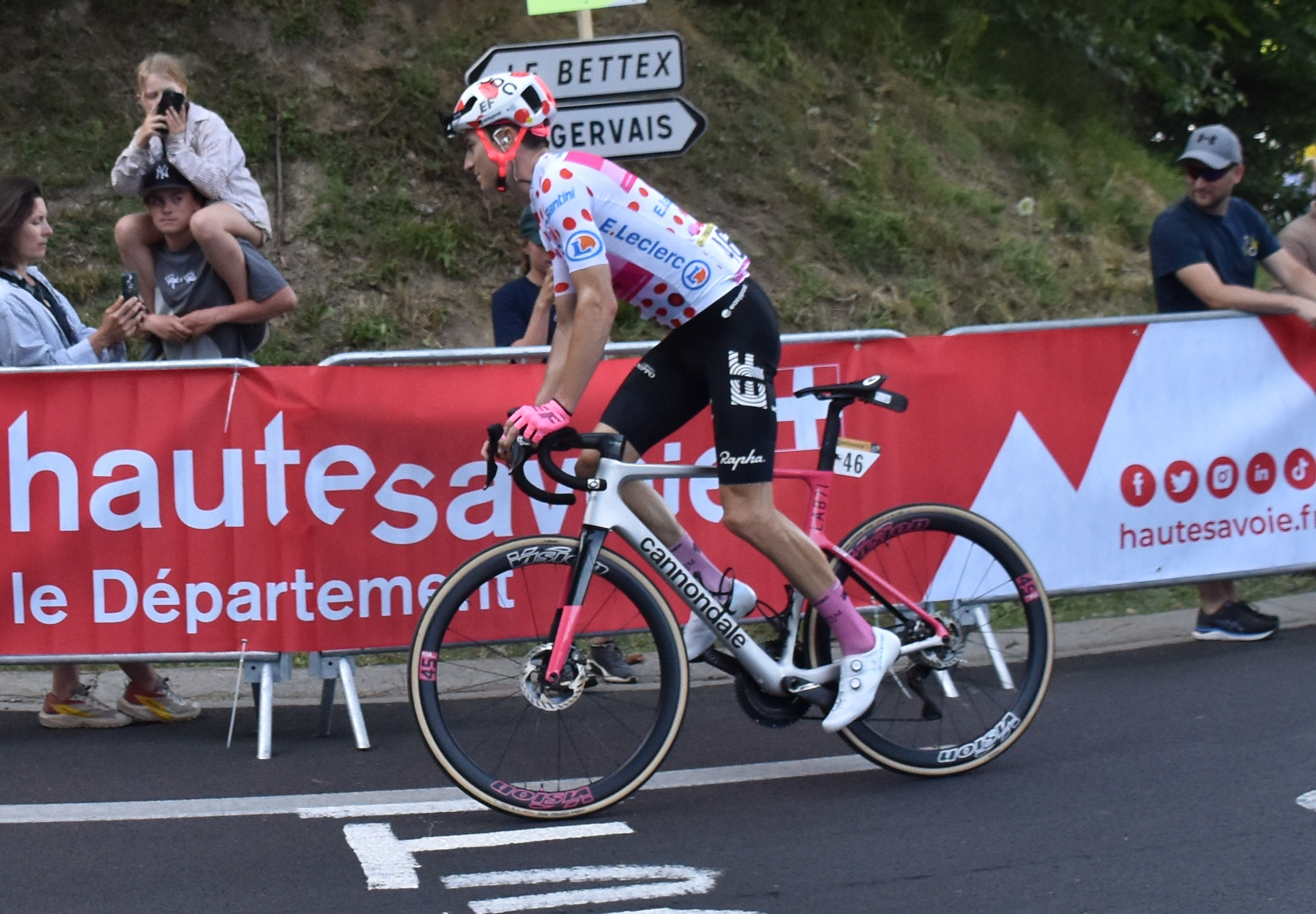
Neilson Powless - Porteur du maillot de meilleur grimpeur lors de la 15e étape du Tour de France 2023.

Après deux saisons chez Lotto-Jumbo, il rejoint en 2020 l'équipe américaine EF Pro Cycling de Jonathan Vaughters, deux ans après l'échec des négociations. Pour sa première course, il est quinzième du Tour Down Under, puis quatrième du Herald Sun Tour 2020. La saison est ensuite interrompue entre mars et juillet en raison de la pandémie de Covid-19. Il reprend la compétition en août lors du Tour de Pologne, en préparation pour le Tour de France. Membre de la tribu Onneiout (qui fait partie de la Confédération iroquoise), il devient le 29 août le premier Amérindien à participer au Tour de France. Grâce à des échappées matinales, il se classe notamment quatrième de la 6e étape au Mont Aigoual, ainsi que cinquième deux jours plus tard à Loudenvielle.
En 2021, il s'illustre dès sa course de reprise en terminant cinquième du Tour des Émirats arabes unis. Durant l'été, il termine quatorzième du Tour de Suisse, après avoir longtemps figuré dans le top 10, puis participe sans briller à son deuxième Tour de France (43e). Le 31 juillet, sous la pluie et dans le froid, il crée la surprise en remportant lors d'un sprint à quatre la Classique de Saint-Sébastien, sa première victoire sur le World Tour. Il devance Matej Mohorič et Mikkel Honoré pour devenir le deuxième coureur américain à remporter la course après Lance Armstrong en 1995. Sur sa lancée, il se classe sixième de la Coppa Sabatini, puis surtout cinquième du championnat du monde sur route, où il arrive avec le groupe qui se joue la médaille d'argent derrière le champion du monde Julian Alaphilippe. il s'agit du meilleur résultat aux mondiaux pour un Américain depuis Chann McRae également cinquième en 1999.
Il confirme sa progression en 2022. Il commence sa saison avec une onzième place au général du Tour des Émirats arabes unis. En avril, il est huitième de Liège-Bastogne-Liège, puis quatorzième du Tour de Romandie. Sur le Tour de Suisse, il passe proche d'une victoire lors de la cinquième étape, où il est battu au sprint par Aleksander Vlasov. Powless termine finalement quatrième du classement général, mais à près d'une minute du podium. Il se montre à son avantage sur le Tour de France, terminant quatrième de l'étape des pavés à Wallers-Arenberg, à l'issue de laquelle il est deuxième du général provisoire. Il se classe également quatrième de l'étape de l'Alpe d'Huez et termine l'épreuve au douzième rang final. En fin de saison, il est troisième au sprint de la Maryland Cycling Classic et lauréat de la Japan Cup en solitaire.
En 2023, pour sa première participation de sa carrière à une classique flandrienne, il termine troisième d'À travers les Flandres, avant d'enchaîner avec une cinquième place au Tour des Flandres, confirmant ainsi de larges aptitudes en tant que coureur de classiques. En octobre, EF Education-EasyPost annonce que le contrat de Powless, initialement clos en fin 2024, est prolongé jusqu'en fin d'année 2027.
En 2024, il se classe troisième de la course en ligne des championnats des États-Unis de cyclisme sur route après avoir travaillé pour son coéquipier Sean Quinn, qui remporte le titre. Il termine sa saison en World Tour avec des top 10 sur des courses d’un jour, il obtient ainsi une sixième place sur la classique de Saint-Sébastien, une huitième sur le Grand Prix cycliste de Québec et  sur le Tour de Lombardie. En parallèle, il gagne des courses moins prestigieuses, le Tour du Piémont et la Japan Cup. Ses bons résultats en fin de saison contrastent avec ceux du début de saison, où il n'obtient aucun résultat notable et abandonne souvent.
Après un début de saison 2025 discret, il se distingue avec une victoire sur À travers les Flandres face à trois coureurs de l'équipe Visma-Lease a Bike. Parti en échappé à 84 km de l'arrivée, il est le seul à pouvoir suivre le trio de la Visma-Lease a Bike, échappé à 70 km de l'arrivée et composé de Wout van Aert, Matteo Jorgenson et Tiesj Benoot. Le trio, confiant et en supériorité numérique mise tout sur une victoire au sprint de Van Aert. À l'arrivée, Van Aert lancé par Benoot et Jorgenson est battu assez facilement au sprint par Powless. Cette victoire impressionante lui permet de lever les bras pour la première fois en 2025 et pour la deuxième fois de sa carrière sur une classique World Tour. Le déroulement de cette course est similaire à celui du Circuit Het Nieuwsblad 2015, où Ian Stannard bat Tom Boonen, Niki Terpstra et Stijn Vandenbergh, tous les trois membres de la formation Etixx-Quick Step. Il termine par la suite septième de la Flèche brabançonne et dixième de Liège-Bastogne-Liège.

## Palmarès et résultats

### Résultats sur les grands tours

#### Tour de France
6 participations
- 2020 : 56e
- 2021 : 43e
- 2022 : 12e
- 2023 : 66e
- 2024 : 59e
- 2025 : 47e

#### Tour d'Espagne
1 participation
- 2019 : 31e

### Classements mondiaux
| Année                                 | 2016  | 2017 | 2018 | 2019 | 2020 | 2021 | 2022 | 2023 | 2024 |
| ------------------------------------- | ----- | ---- | ---- | ---- | ---- | ---- | ---- | ---- | ---- |
| UCI World Tour                        | nc    | nc   | 318e |      |      |      |      |      |      |
| Classement mondial                    | 458e  | 249e | 425e | 265e | 265e | 52e  | 50e  | 25e  | 70e  |
| UCI Europe Tour                       | 1065e | 451e | 419e |      |      |      |      |      |      |
| UCI Asia Tour                         | 180e  | nc   | 493e |      |      |      |      |      |      |
| UCI America Tour                      | 51e   | 13e  | 148e | 25e  | 20e  | 4e   | 4e   | 2e   | 9e   |
|                                       |       |      |      |      |      |      |      |      |      |
| Légende : nc = non classéSource : UCI |       |      |      |      |      |      |      |      |      |